# Війська зв'язку та кібербезпеки Збройних Сил України
Війська́ зв'язку́ та кібербезпеки Збройних сил Украї́ни (абр. ВЗтаКБ ЗСУ, раніше також Війська зв'язку ЗСУ, ВЗ ЗСУ) — спеціальні війська ЗС України, призначені для забезпечення функціонування системи зв'язку та інформаційних систем, систем бойового управління та оповіщення, а також національної системи кібербезпеки України.
Війська зв'язку включають вузлові і лінійні з'єднання, частини технічного забезпечення зв'язку та автоматизованих систем управління, служби фельд'єгерсько-поштового зв'язку.

## Історія

### За часів Гетьманату
За часів Гетьманату відділ зв'язку Генштабу деякий час був підвідділом 1-го генерал-квартирмейстерства. Проте, вже на кінець 1918 року цей орган знову став окремим відділом. У штаті кожного армійського корпусу сформовано по 4 радіотелеграфні сотні; Сіра дивізія у кожному своєму полку (яких було 4) мала 3 чоти (взводи) зв'язку (по 1 на кожен курінь), підпорядковані начальникові зв'язку полку.
Документи та експонати Центрального Музею Збройних Сил України (м. Київ) свідчать, що на 1920 рік козаки та старшини підрозділів зв'язку українських військових частин вже мали свої емблеми (один з атрибутів роду військ), причому окремі для телеграфістів та радіотелеграфістів. Червона Армія не давала своїм зв'язківцям окремих відзнак до 1922 року.
У листопаді 1917 року Генеральний Штаб Армії УНР мав у своєму складі відділ зв'язку, який існував і в період Гетьманату П. Скоропадського, і в добу Директорії УНР. Відділ зв'язку разом з ГШ був інтернований у 1921 році на терени Польщі, де продовжив свою роботу в еміграції.
Тобто, в українському ГШ орган керування зв'язком був створений на цілих 2 роки раніше, ніж аналогічне утворення в РСЧА.

### У період Радянського Союзу
Масова підготовка командних кадрів для військ зв'язку почалася з 27 березня  1918 року. Командирів-зв'язківців готували на курсах червоних командирів інженерних військ, відкритих на базі колишньої офіцерської електротехнічної школи в Петрограді (Санкт-Петербурзі). 20 жовтня 1919 року вийшов наказ уряду, за яким війська зв'язку Збройних Сил отримали централізоване керівництво і були переформовані у самостійні спеціалізовані війська.
8 серпня 1920 року розпочалася підготовка курсантів-зв'язківців на Київських інженерних курсах.
Надалі, солдати-зв'язківці забезпечували управління військами у складних умовах гірської місцевості в ході бойових дій в Афганістані.
Частини і підрозділи зв'язку також задіювалися для боротьби із стихійними лихом і наслідками катастроф. Так, у 1986 році, наступного дня після Чорнобильської катастрофи воїни-зв'язківці вже забезпечували зв'язок рятувально-відновлювальним бригадам, перебуваючи у зоні ураження.
За роки існування близько 600 частин зв'язку були нагороджені державними нагородами, понад 200 з них — двічі, 58 частинам присвоєні найменування гвардійських, близько 200 частин удостоєні почесних найменувань, 329 військових зв'язківців були отримали звання Героя Радянського Союзу, 127 стали повними кавалерами ордена Слави, десятки тисяч нагороджені орденами і медалями. Серед героїв-зв'язківців — представники 22 національностей, з них — 48 українців.

### Після відновлення незалежності
3 січня 1992 року управління зв'язку Червонопрапорного Київського військового округу прийняло на себе управління системою і військами зв'язку Київського, Прикарпатського, Одеського військових округів, а надалі — військами зв'язку Військово-Повітряних сил і Військ Протиповітряної оборони. 4 січня офіцери управління зв'язку присягнули на вірність народу України. З цього і почалося формування Управління зв'язку Головного штабу ЗС в Незалежній Україні.
За роки незалежності війська зв'язку Збройних Сил України брали участь у всіх заходах військової підготовки військ. На стратегічних, командно-штабних, спеціальних та дослідних навчаннях війська зв'язку виконували завдання по забезпеченню управління частинами Збройних сил. Воїни-зв'язківці забезпечували управління частинами Військово-Морських Сил під час морських  походів українських кораблів, частинами Військово-Повітряних Сил під час виконання завдань українськими літаками за межами України.
Великий досвід війська зв'язку України набули під час забезпечення зв'язку з підрозділами ЗСУ у складі миротворчих контингентів та виконання бойових завдань для підтримання миру.
10 листопада 2017 року, під час брифінгу начальник військ зв'язку Збройних Сил України — начальник Головного управління зв'язку та інформаційних систем Генерального штабу ЗС України генерал-майор Володимир Рапко повідомив, що до 2020 року всі бойові військові частини ЗСУ перейдуть на оснащення радіостанціями Aselsan. Окремі військові частини та підрозділи продовжать використання радіостанцій Harris, отримані в рамках програми військової допомоги від США. Радіостанції Motorola будуть використовуватися в підрозділах оперативного забезпечення.
У лютому 2020 року, відповідно до реформування військових структур ЗСУ за стандартами та НАТО, Головне управління зв'язку та інформаційних систем ГШ ЗСУ було переформовано у Командування Військ зв'язку та кібернетичної безпеки Збройних Сил України. Командувачем призначено генерал-майора Євгена Степаненка.
Із 1 січня 2022 року, відповідно до закону «Про основи національного спротиву» Війська зв'язку та кібербезпеки набули статусу окремого роду військ.

## Структура

### 2006 рік
- 1-й польовий Проскурівський двічі ордена Червоного Прапора вузол зв'язку Генерального штабу;
- 93-й окремий лінійно-вузловий Ясський ордена Червоної Зірки полк;
- 30-й окремий лінійно-вузловий Криворізький орденів Богдана Хмельницького, Червоної Зірки та Захисту Вітчизни Румунської Народної Республіки полк зв'язку;
- 55-й окремий лінійно-вузловий Петроківський ордена Червоного Прапора полк зв'язку;
- 9-й окремий лінійно-вузловий Севастопольський ордена Богдана Хмельницького полк зв'язку (98 БрЗ);
- 806-й Уманський орденів Червоного Прапора та Богдана Хмельницького полк зв'язку (120 БрЗ);
- 121-й окремий гвардійський лінійно-вузловий Фокшано-Мукденський орденів Олександра Невського і Червоної Зірки полк зв'язку;
- 76-й окремий ордена Червоного прапора полк зв'язку і автоматизованого управління.

### Поточний склад
- Головний пункт управління системою зв'язку та інформаційних систем ЗСУ А2666, м. Київ
- Головний центр контролю безпеки в інформаційно-телекомунікаційних системах ЗСУ А0334, м. Київ
- Головний інформаційно-телекомунікаційний вузол А0351, м. Київ
- 3 окрема бригада зв'язку А0415, с. Семиполки Броварський район Київської області[4]
- 1 польовий вузол зв'язку ГШ, м. Київ
- 330-й центральний вузол ФПЗ Генштабу

Сухопутні війська
- 5 окремий полк зв'язку А2995, м. Чернігів
- 7 окремий полк зв'язку А3783, м. Одеса
- 8 окремий полк зв'язку А0707, м. Гайсин, Вінницька область[5]
- 55 окремий полк зв'язку А1671, м. Рівне
- 121 окремий полк зв'язку А1214, смт. Черкаське Новомосковського району Дніпропетровської області
- 64 інформаційно-телекомунікаційний вузол А1283, м. Одеса
- 346 інформаційно-телекомунікаційний вузол А1548, м. Рівне
- 367 інформаційно-телекомунікаційний вузол А2984, м. Чернігів
- 368 інформаційно-телекомунікаційний вузол А2326, м. Дніпро
- 315 вузол фельд'єгерсько-поштового зв'язку[6]
- частини фельд'єгерсько-поштового зв'язку

Повітряні сили
- 31 окремий полк зв'язку та радіотехнічного забезпечення імені гетьмана Михайла Дорошенка[7] А0799, м. Київ
- 43 окремий полк зв'язку і управління А2171, м. Одеса
- 57 окремий полк зв'язку та радіотехнічного забезпечення імені гетьмана Івана Сулими[8] А3297, м. Дніпро
- 76 окремий полк зв'язку та радіотехнічного забезпечення імені В'ячеслава Чорновола А2166, смт. Липники Львівської області
- 101 окремий Вінницький полк зв'язку та радіотехнічного забезпечення[9] А2656, м. Вінниця
- 182 об'єднаний інформаційно-телекомунікаційний вузол А1660, м. Вінниця
- частини фельд'єгерсько-поштового зв'язку

Військово-морські сили
- 37 окремий полк зв'язку А1942 (А4416), с-ще Радісне Одеського району Одеської області
- 68 об'єднаний інформаційно-телекомунікаційний вузол м. Одеса
- 79 інформаційно-телекомунікаційний вузол А4362, м. Одеса

Десантно-штурмові війська
- 347 інформаційно-телекомунікаційний вузол А0876, м. Житомир

### Розформовані
- 406 окремий батальйон зв'язку та радіотехнічного забезпечення (406 ОБЗ та РТЗ, в/ч А4102; м. Вознесенськ (смт Мартинівка) розформований в 2003 р., входив до складу 5 АвК)[10]

## Обладнання
- ЗТК-1/С — переносні станції супутникового зв'язку розробки та виробництва Датагруп.[11]

## Керівництво
Керування зв'язком здійснює Командування Військ зв'язку та кібербезпеки Збройних Сил України.

### Командувачі
- 1992—1997: генерал-лейтенант Самойленко Валентин Іванович
- 1997—2001: генерал-лейтенант Іщук Володимир Олександрович
- 2001—2004: генерал-майор Семерич Юрій Петрович
- 2004—2006: генерал-майор Рудик Володимир Володимирович
- 2006—2010: генерал-лейтенант Малярчук Михайло Васильович
- 2010—2011: генерал-майор Мішин Михайло Миколайович
- 2011—2014: полковник Манжос Анатолій Володимирович

* 2014—2019: генерал-лейтенант Рапко Володимир Васильович
- 2020—2023: генерал-майор Степаненко Євген Олександрович[15]
- з 2023: т.в.о. бригадний генерал Коваленко Олексій Олександрович[16][17]

## Навчальні заклади
- Військовий інститут телекомунікацій та інформатизації імені Героїв Крут;
- Військовий коледж сержантського складу ВІТІ
- 179 об'єднаний навчально-тренувальний центр військ зв'язку

## Традиції
Професійне свято — 8 серпня — встановлено Указом Президента України від 1 лютого 2000 року.

## Громадська організація
Всеукраїнське об'єднання учасників бойових дій та ветеранів військ зв'язку [Архівовано 13 листопада 2014 у Wayback Machine.]

### Відео
- Зміни у підготовці військ зв'язку [Архівовано 6 листопада 2020 у Wayback Machine.]